# Gimte
Gimte is een dorp in de gemeente Hann. Münden in het Landkreis Göttingen in Nedersaksen in Duitsland. Het dorp ligt aan de Weser. 
De Ortschaft Gimte had, volgend de website van de gemeente Hann. Münden, eind 2023 in totaal 1.904 inwoners; dat is inclusief Hilwartshausen. Het ligt 2 km ten noorden van de stad Hann. Münden, aan de oostoever van de Wezer; het oostelijk aansluitende Hilwartshausen heeft aan de Bundesstraße 3 een groot bedrijventerrein voor midden- en kleinbedrijf.
Gimte wordt voor het eerst vermeld in een oorkonde uit 970, waarin een schenking aan het klooster in Hilwartshausen wordt gememoreerd. De dorpskerk dateert uit het begin van de elfde eeuw. In oorsprong was het een kapel die door het klooster was gesticht.
- Gemeinsame Normdatei: 7602477-5
- Virtual International Authority File: 242330371
- WorldCat: E39PBJvRW3KJdQ3vdTj9V83vpP